# Cycnium
Cycnium es un género plantas fanerógamas perteneciente a la familia Scrophulariaceae. Ahora clasificada dentro de la familia Orobanchaceae. Comprende 62 especies descritas y de estas, solo 15 aceptadas.

## Taxonomía
El género fue descrito por E.Mey. ex Benth. y publicado en Companion Bot. Mag. 1: 368. 1836.    La especie tipo es:  Cycnium adonense E.Mey. ex Benth.	

## Especies aceptadas
A continuación se brinda un listado de las especies del género Cycnium  aceptadas hasta mayo de 2014, ordenadas alfabéticamente. Para cada una se indica el nombre binomial seguido del autor, abreviado según las convenciones y usos: 
- Cycnium adonense E.Mey. ex Benth.
- Cycnium ajugifolium Engl.
- Cycnium angolense (Engl.) O.J.Hansen
- Cycnium breviflorum Ghaz.
- Cycnium cameronianum (Oliv.) Engl.
- Cycnium erectum Rendle
- Cycnium filicalyx (E.A.Bruce) O.J.Hansen
- Cycnium herzfeldianum (Vatke) Engl.
- Cycnium jamesii (Skan) O.J.Hansen
- Cycnium racemosum Benth.
- Cycnium recurvum (Oliv.) Engl.
- Cycnium tenuisectum (Standl.) O.J.Hansen
- Cycnium tubulosum (L.f.) Engl.
- Cycnium veronicifolium (Vatke) Engl.
- Cycnium volkensii Engl.